# Carlos Fanta
Luis Carlos Fanta Tomaszewski (Chillán, 21 de agosto de 1890-Santiago, 8 de diciembre de 1964) fue un futbolista, entrenador de fútbol, árbitro, dirigente deportivo y químico farmacéutico chileno. Jugó como guardameta en los clubes Internado, Santiago National y Magallanes. En 1916 fue el primer técnico de la selección chilena.

## Trayectoria
Sus estudios los realizó en el Internado Nacional Barros Arana, en el Instituto de Educación Física y en la Escuela de Farmacia de la Universidad de Chile, en la que se graduó de químico farmacéutico en 1917.
Formó parte del team de fútbol de dicha casa de estudios, que jugó los Clásicos Universitarios de 1909 y, luego, en 1911, consiguió el apoyo del rector del Internado Nacional Barros Arana para crear un nuevo club, separado del fútbol escolar, que participaría de las competencias locales: el Club Atlético Internado —antecesor directo del actual Club Universidad de Chile—, siendo Fanta su primer presidente y a la vez jugador del equipo, en calidad de arquero. Además del Internado, jugó en Magallanes y en Santiago National en distintos periodos.
En cuanto a su trayectoria dirigencial, fue secretario de la Asociación Arturo Prat, director honorario de Colo-Colo, presidente de la Federación de Árbitros de Chile, presidente de la Liga Nacional de Football y presidente de la Federación Sportiva Nacional. Como periodista fue jefe de la sección de deportes del diario La Nación.
Fue el primero en arbitrar la final de la primera edición del Campeonato Sudamericano y la de 1924. En 1917 fue pronunciado como el mejor árbitro de Sudamérica durante el desarrollo del Campeonato Sudamericano de ese año.
Con motivo de haber cumplido 40 años como dirigente de actividades deportivas, el gobierno lo condecoró con la Medalla al Mérito del Deporte Chileno.
Falleció en Santiago el 8 de diciembre de 1964 y sus restos descansan en el Cementerio General de Santiago.

## Clubes

### Como futbolista
| Club                    | Ciudad   | País  | Año       | Asociación                         |
| ----------------------- | -------- | ----- | --------- | ---------------------------------- |
| Industrial              | Chillán  | Chile | 1905      | -                                  |
| Santiago National       | Santiago | Chile | 1905      | Asociación de Football de Santiago |
| Internado Nacional      | Santiago | Chile | 1905-1907 | Asociación Arturo Prat             |
| Magallanes              | Santiago | Chile | 1906-1907 | Asociación de Football de Santiago |
| Santiago National       | Santiago | Chile | 1908-1911 | Asociación de Football de Santiago |
| Club Atlético Internado | Santiago | Chile | 1911-1919 | Asociación de Football de Santiago |

### Como entrenador
| Club               | País  | Año  |
| ------------------ | ----- | ---- |
| Selección de Chile | Chile | 1916 |